# Nikolai Wladimirowitsch Oljalin

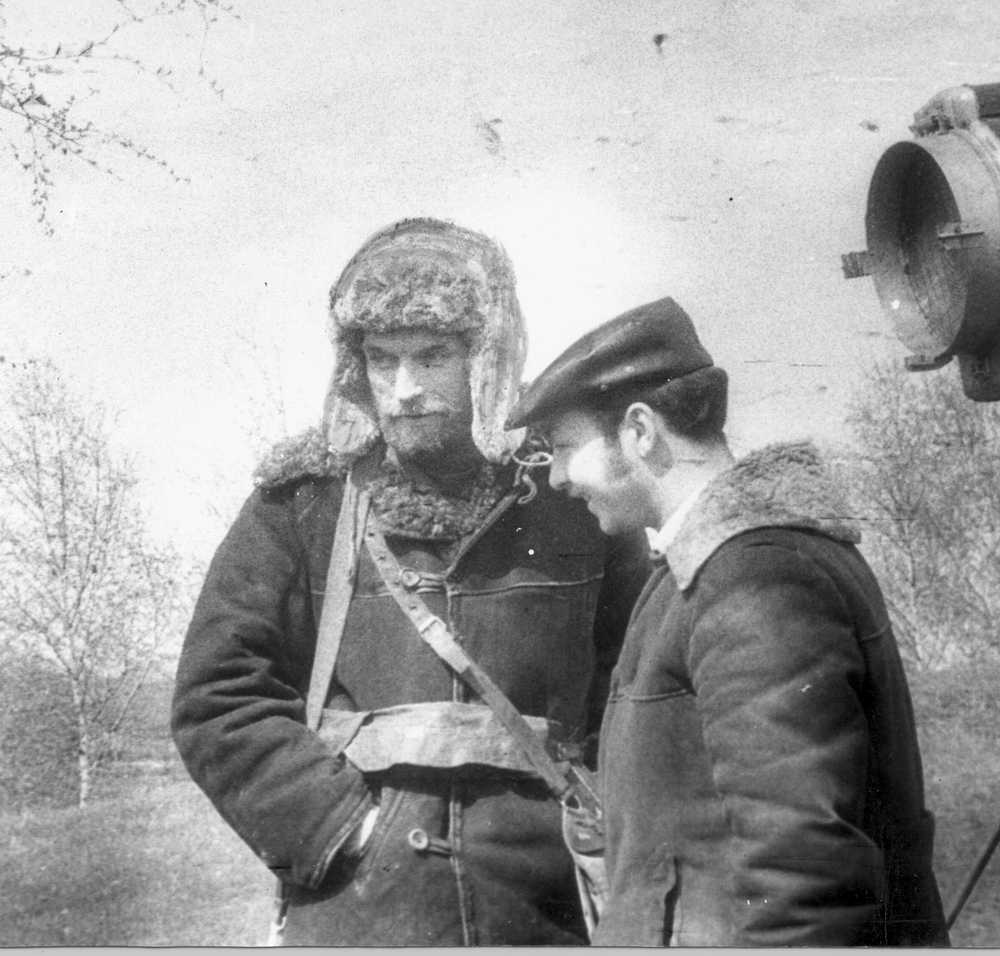
Nikolai Oljalin (links), 1974

Nikolai Wladimirowitsch Oljalin (russisch Николай Владимирович Олялин; * 22. Mai 1941 in Opichalino, Oblast Wologda, RSFSR; † 17. November 2009 in Kiew, Ukraine) war ein sowjetischer und russischer Schauspieler.

## Leben
Oljalin wurde 1941 im Dorf Opichalino in Nordwestrussland geboren. 1959 übersiedelte er nach Leningrad und begann sofort mit dem Studium am Leningrader Staatsinstitut für Theater, Musik und Kinematografie (ЛГИТМиК) als Schüler im Kurs von Alexander Jahn. Nach erfolgreicher Absolvierung der Hochschule, wurde er Schauspieler im Theater für junges Publikum in Krasnojarsk. Auf der dortigen Bühne spielte er für einige Jahre eine Vielzahl an Einmannstücken mit mehreren Rollen.
1968 begann Nikolai Oljalin in den Dowschenko-Filmstudios in Kiew. Sein Debüt als Filmschauspieler hatte er in der Rolle des Kampfpiloten Nikolai Boldyrew im Film „Flugtage“ («Дни лётные»). Im gleichen Jahr lud ihn Regisseur Juri Oserow ein, im Filmepos „Befreiung“ (Освобождение) eine der Hauptrollen zu übernehmen. Diese Rolle des Hauptmanns Zwetajew verhalf Oljalin zu Bekanntheit in der gesamten Sowjetunion und darüber hinaus. Er war seit Ende der 1960er-Jahre in zahlreichen sowjetischen Filmen in Hauptrollen zu sehen.
1990 entstand nach Oljalins Szenarium das Melodram „Nichterschießbare Musik“ («Неотстрелянная музыка»), wobei er eine der Hauptrollen selbst spielte.
Insgesamt spielte Oljalin in etwa 60 Filmen. In einem seiner letzten Filme spielte er den Inquisitor im Film „Wächter des Tages – Dnevnoi Dozor“ («Дневной дозор»).

## Ehrungen
Oljalin wurde 1979 mit dem Titel „Volkskünstler der Ukrainischen SSR“ ausgezeichnet.

## Filmografie (Auswahl)
- 1969: Befreiung (Освобождение)
- 1970: Sekundomer (Секундомер)
- 1971: Gentlemen der Erfolge (Джентльмены удачи)
- 1971: Die Flucht
- 1973: Zug Nr. 1 fährt nicht
- 1975: Die verschollene Expedition (Пропавшая экспедиция)
- 1978: Wischu Zel (Вижу цель)
- 1983: Heißer Sommer in Kabul (Жаркое лето в Кабуле)
- 1983: Aufklärer im Einsatz (Шел четвертый год войны)
- 1986: Ufer im Nebel (Берега в тумане)
- 1989: The Drayman and the King (Биндюжник и Король)
- 1989: Wir bleiben treu
- 1992: Wolja (Воля)
- 1998: Okraina (Окраина)
- 2004: Wächter der Nacht – Nochnoi Dozor (Ночной Дозор)
- 2006: Wächter des Tages – Dnevnoi Dozor (Дневной Дозор)